# 天主教奧索里教區
天主教奧索里教區（拉丁語：Dioecesis Ossoriensis）是愛爾蘭一個羅馬天主教教區。範圍包括基爾肯尼郡大部、萊伊什郡和奧法利郡一部。主教座堂為聖母主教座堂，位於基爾肯尼。屬都柏林總教區。

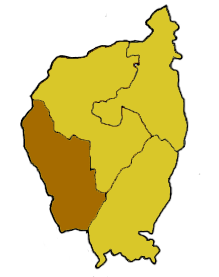
奧索里教區管轄範圍圖

2006年，在當地80,611人口中，有教友78,273人，佔轄區總人口97.1%、42個堂區、106名司鐸、84名修士、245名修女。現任主教為謝默斯·弗里曼，是一位柏洛諦傳教會會士。本教的歷史區可追溯至6世紀初，第一位主教聖紀南也是教區的主保聖人。